# Clinton (Connecticut)
Clinton is een plaats (census-designated place) in de Amerikaanse staat Connecticut en valt bestuurlijk gezien onder Middlesex County.

## Demografie
Bij de volkstelling in 2000 werd het aantal inwoners vastgesteld op 3516.

## Geografie
Volgens het United States Census Bureau beslaat de plaats een oppervlakte van 7,0 km², waarvan 6,3 km² land en 0,7 km² water. Clinton ligt op ongeveer 94 m boven zeeniveau.

## Plaatsen in de nabije omgeving
De onderstaande figuur toont nabijgelegen 'incorporated' en 'census-designated' plaatsen in een straal van 16 km rond Clinton.

## Geboren
- Horatio G. Wright (1820-1899), beroepsofficier en Noordelijke generaal tijdens de Amerikaanse Burgeroorlog